# Jihad vs. McWorld
Jihad vs. McWorld is een boek, gepubliceerd in 1995 door de politicoloog Benjamin Barber, waarin hij een theorie verkondigt die de strijd beschrijft tussen ‘McWorld’ (globalisering en gemeenschappelijke controle van het politieke proces) en ‘Jihad’ (traditie en traditionele waarden, vaak in de vorm van extreem nationalisme of religieuze orthodoxie en theocratie).
Het boek was gebaseerd op een artikel dat voor het eerst gepubliceerd werd in 1992, in de Atlantic Monthly.
Het boek wendt de fundamentele kritiek op het neoliberalisme aan die we ook zien in Barbers vroegere, oorspronkelijke werk Strong Democracy. Aangezien het economisch liberalisme de drijvende kracht is achter de globalisering, is deze kritiek relevant op een veel grotere schaal. Ongereguleerde marktkrachten worden geconfronteerd met ‘dorps-’ of ‘stamkrachten’. Deze stamkrachten komen in veel variëteiten: religieus, cultureel, etnisch, regionaal, lokaal, en dergelijke meer. Aangezien globalisatie een populatie een heel eigen cultuur oplegt, voelen de stamkrachten zich bedreigd en reageren ze. Meer dan slechts economisch, krijgen de crises die ontstaan uit deze confrontaties een heilig karakter voor de stamelementen; vandaar Barbers gebruik van de term ‘Jihad’ (hoewel hij in de tweede editie spijt betuigt deze term te hebben gebruikt).
Barbers voorspelling in zijn boek Jihad vs McWorld: How Globalism and Tribalism Are Reshaping The World, is in het algemeen negatief – hij concludeert dat noch multinationale ondernemingen noch traditionele culturen de democratie steunen. Verder neemt hij aan dat ‘McWorld’ de ‘strijd’ uiteindelijk zou kunnen winnen. Als alternatief voor de twee krachten stelt hij een model voor kleine, lokale, democratische instituties en maatschappelijke betrokkenheid van de burgers.